# Maria Mutter des Erlösers
Maria Mutter des Erlösers ist ein römisch-katholisches Karmelitinnenkloster in Wemding.

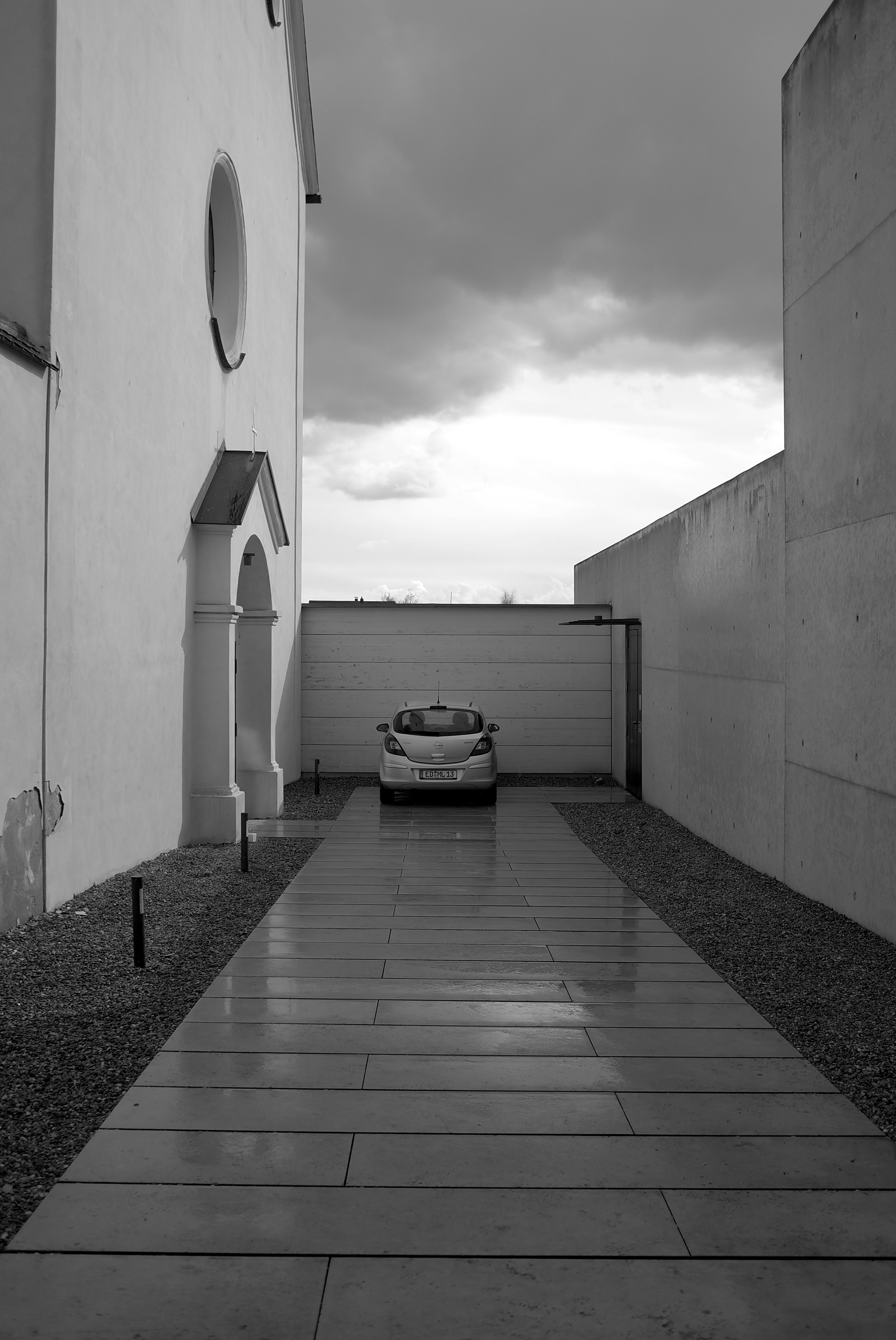
Fuge zwischen Alt- und Neubau

## Lage
Das Karmelitinnenkloster befindet sich am Kapuzinergraben 21.

## Geschichte
Das heutige Karmelitinnenkloster diente von 1664 bis 1990 als Kapuzinerkloster. Nach dieser Periode mussten die Kapuziner mangels Neuberufungen den Konvent schließen. Die Verantwortlichen waren sich einig, dass die historische Klosteranlage weiter als solche genutzt werden sollte. Dank vieler Berufungen im Karmel Maria Mutter der Kirche in Speyer, konnte die Neugründung eines Karmel in Wemding im Jahr 2000 erfolgen. Die Schwestern konnten am Tag der Einweihung, am 15. Oktober 2000, in das Karmelitinnenkloster einziehen.

## Architektur
Es handelt sich bei dem Kirchenbau um einen Saalbau mit eingezogenem Rechteckchor. Im Norden ist eine Kapelle und Sakristei angebaut. Über dem Chor befindet sich ein quadratischer Dachreiter. In den Jahren von 1993 bis 2000 wurde das Denkmal saniert und erweitert durch Karl Frey und den Mitarbeitern Winfried Glasmann und Robert Fürsich. Der Erweiterungsbau wurde fotografisch von den Architekturfotografen Peter Bonfig, Helmut Bauer und Carl Lang dokumentiert.